# Burladingen
Burladingen è una città tedesca di 12 273 abitanti, situata nel land del Baden-Württemberg.

## Storia
In epoca romana fu insediamento militare romano di un'unità ausiliaria a partire dalla fine del I secolo a.C. sotto la dinastia dei Flavi, al termine delle campagne germaniche di Domiziano degli anni 83-85.

## Amministrazione

### Gemellaggi
Burladingen è gemellata con:
- Le Plessis-Trévise, dal 1988
- Ourém, Portogallo  (informale)
- Wągrowiec